# Гнівушевський Ігор Васильович
І́гор Васи́льович Гнівуше́вський (нар. 20 травня 1973 — пом. 26 серпня 2014) — сержант Збройних сил України, учасник російсько-української війни.

## Короткий життєпис
Народився 1973 року в селі Дмитрів (Радехівський район, Львівська область). До мобілізації працював машиністом бульдозера паливно-транспортного цеху ДТЕК Добротвірської ТЕС. На підприємстві Ігор працював 11 років, свою трудову діяльність розпочав з команди воєнізованої охорони електростанції.
Призваний у Збройні сили України 18 березня 2014 року. Водій 24-ї окремої механізованої бригади.
Згідно з одними джерелами — загинув 26 серпня 2014 року у бою під Хрящуватим. За іншими джерелами, загинув під час обстрілів штурмового загону бригади в районі смт Новосвітлівка під Луганськом.
Залишилась дружина та троє синів.
Похований у селі Криве 30 серпня 2014 року.

## Нагороди та вшанування
- 14 березня 2015 року — за особисту мужність і високий професіоналізм, виявлені у захисті державного суверенітету та територіальної цілісності України, відзначений — нагороджений орденом «За мужність» III ступеня (посмертно)[2].
- 4 грудня 2015 року в селі Дмитрові Радехівського району на фасаді Дмитрівської загальноосвітньої школи відкрито меморіальну таблицю в пам'ять про колишніх учнів Ігоря Гнівушевського та Миколу Шайногу[3].
- у жовтні 2015-го в селі Криве встановлено меморіальну дошку честі Ігоря Гнівушевського.
- Його портрет розміщений на меморіалі «Стіна пам'яті полеглих за Україну» у Києві: секція 3, ряд 2, місце 16
- Вшановується 26 серпня на щоденному ранковому церемоніалі вшанування українських захисників, які загинули цього дня у різні роки внаслідок російської збройної агресії[4]